# شانگ چی
شانگ چی (انگلیسی: Shang-Chi) شخصیت ابرقهرمانی تخیلی متعلق به مارول کامیکس است. استیو اینگلهارت و جیم استرالین آفرینندگان این شخصیت هستند. شانگ چی برای اولین بار در دسامبر ۱۹۷۳ در کمیک‌های مارول پدیدار شد. از لقب‌های او «استاد کنگ فو» است. شانگ‌چی در هنرهای رزمی چینی و نانچیکو چیره‌دست است. در کمیک‌های متأخر مارول بر نیرومندی شانگ چی افزوده شده‌است؛ از جمله این که او توانایی کلون کردن خود را دارد و می‌تواند همزمان چند نسخه از خود را تولید کند.
نخستین حضور سینمایی شانگ-چی در فیلم شانگ-چی و افسانهٔ ده حلقه (۲۰۲۱) از دنیای سینمایی مارول با بازی سیمو لیو است.